# Institut Max-Planck de recherche sur le Système solaire
L’institut Max-Planck de recherche sur le Système solaire (Max-Planck-Institut für Sonnensystemforschung, MPS) est un institut de recherche faisant partie de la Société Max-Planck pour le développement des sciences spécialisé dans la recherche sur le Système solaire.

## Historique

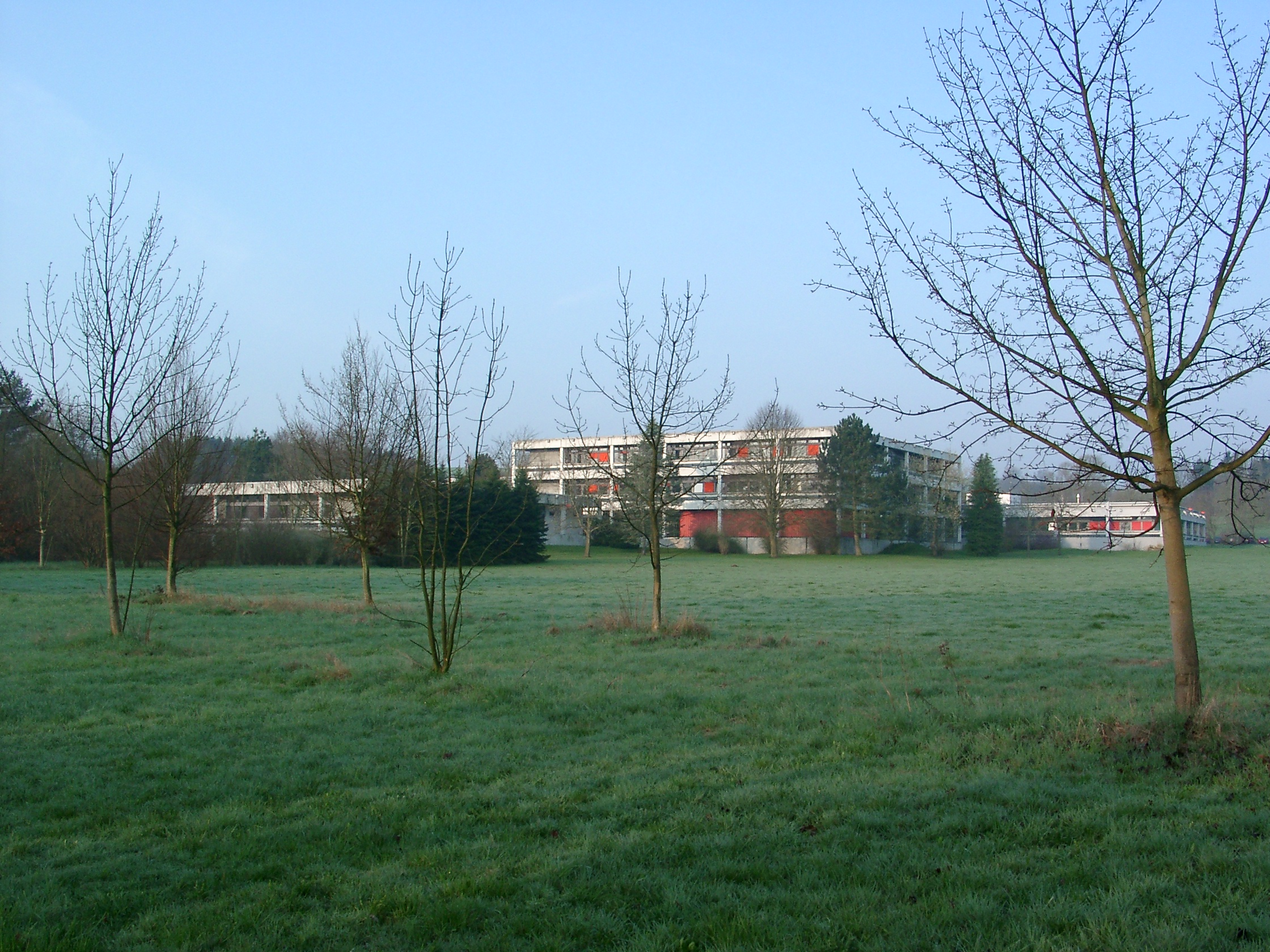
L'institut en avril 2006

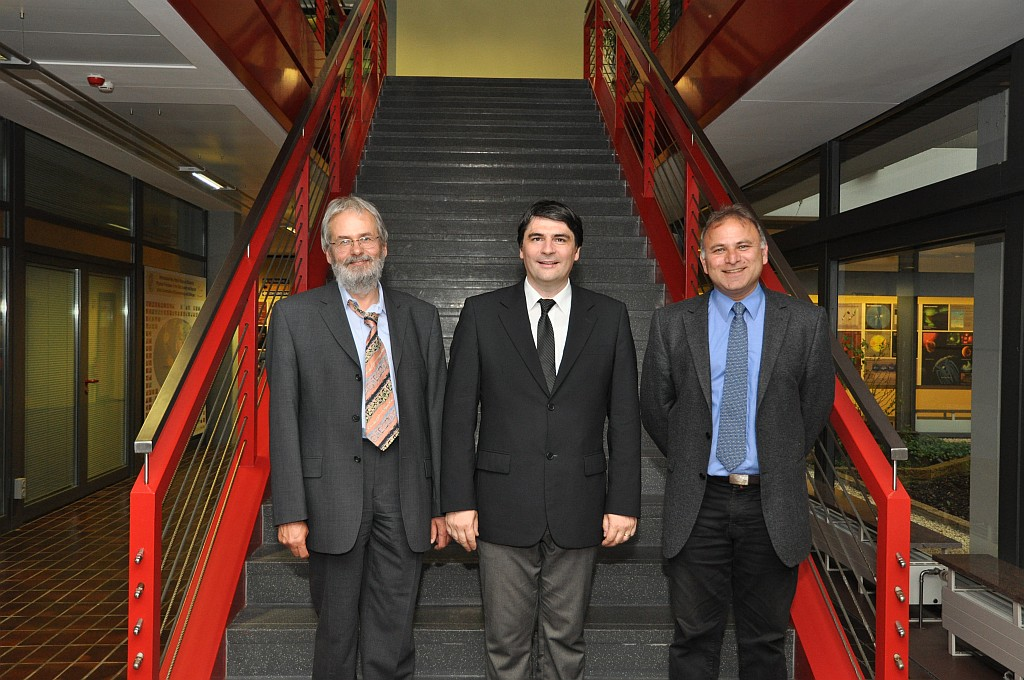
Trois directeurs : Ulrich Christensen (à gauche), Laurent Gizon (milieu) et Sami K. Solanki (à droite).

L'institut a été fondé par Walter Dieminger (en), qui a dirigé à partir de 1934 le centre d'essais de la Luftwaffe sur l'aérodrome de Rechlin-Lärz (Arrondissement de Müritz). Après avoir été rebaptisé "Centre de transmission radio" en 1943, il est installé à Leobersdorf en 1944, puis a été rattaché à la Fraunhofer-Gesellschaft de Fribourg à Ried dans l'Innkreis. Après la guerre, une commission alliée a décidé de transférer l'institut à Katlenburg-Lindau, où des bâtiments de l'Université Leibniz de Hanovre existaient déjà. Le convoi est arrivé les 2 et 3 mars 1946. En 1948, l'institut de radio, affilié à la Kaiser Wilhelm Gesellschaft, a été transféré de la Fraunhofer-Gesellschaft à la Société Max-Planck et renommé « Institut pour la recherche sur l'ionosphère » en 1949. En 1950, l'US Air Force a financé la construction d'un système d'échosondeur ionosphérique. Le transfert complet de la Fraunhofer-Gesellschaft à la Société Max-Planck et la nomination de Walter Dieminger comme directeur est suivi du transfert de l'Institut Max-Planck de recherche sur la stratosphère de Weisenau près de Ravensburg à Lindau et d'un autre changement de nom. Créé sous sa forme actuelle en 1957 et nommé institut Max-Planck pour l’aéronomie (MPAE), il a été rebaptisé en 2004. En 2014, il a pris possession de ses nouveaux locaux à Göttingen. En résumé :
- 1934 Ionosphären-Beobachtungsstation bei der Erprobungsstelle der Luftwaffe (Station d'observation de l'ionosphère sur le site d'essai de l'armée de l'air)
- 1942 Zentralstelle für Funkberatung (Centre de conseil en radiocommunication)
- 1946 Fraunhoferinstitut für Hochfrequenzforschung (Institut Fraunhofer de recherche en haute fréquence)
- 1949 Max-Planck-Institut für Ionosphärenforschung (Institut Max-Planck de recherche sur la ionosphère)
- 1956 Max-Planck-Institut für Physik der Stratosphäre und der Ionosphäre (Institut Max-Planck de physique de la stratosphàre et ionosphère)
- 1957 Max-Planck-Institut für Aeronomie (Institut Max-Planck pour l’aéronomie)
- 2004 Max-Planck-Institut für Sonnensystemforschung (Institut Max-Planck de recherche sur le Système solaire)[1].

## Structure
L'institut comporte trois départements et plusieurs groupes de recherche.

### DépartementSoleil et héliosphère
Ce département se concentre sur l'intérieur du soleil, l'atmosphère solaire, le champ magnétique solaire, l'héliosphère et le milieu interplanétaire, ainsi que sur le rayonnement solaire et les particules énergétiques solaires. Le ballon-mission Sunrise, un observatoire solaire monté sur un ballon, est géré par ce département. La mission étudie le soleil d'une hauteur d'environ 35 km. En plus de plusieurs autres participations à des missions spatiales, le département contribue de manière significative à l'orbiteur solaire de l'Agence spatiale européenne (ESA).

### DépartementPlanètes et comètes
Ce département étudie l'intérieur, les surfaces, les atmosphères, les ionosphères et les magnétosphères des planètes et de leurs lunes, ainsi que les comètes et les astéroïdes. Le département contribue ou a contribué à d'importantes missions spatiales telles que le Jupiter Icy Moons Explorer de l'ESA pour le système jovien, BepiColombo pour Mercure et Rosetta pour la comète Churyumov-Gerasimenko ainsi que les missions InSight de la NASA pour Mars et Dawn pour la ceinture d'astéroïdes.

### DépartementIntérieur solaire et stellaire
L'héliosismologie et l'astérosismologie sont des outils qui utilisent les oscillations du Soleil et des étoiles pour sonder leur structure et leur dynamique internes. Cela permet de tester et d'affiner la théorie de la structure et de l'évolution stellaires, en améliorant ainsi de la compréhension du magnétisme solaire et stellaire. Le département héberge le centre de données allemand de l'Observatoire de la dynamique solaire de la NASA, et se prépare à accueillir le centre de données de PLATO, la mission de découverte des exoplanètes de l'ESA.

### Groupes de recherche
Les groupes de recherche sont notamment :
- Max Planck Research Group and ERC Consolidator Grant: Solar and Stellar Dynamos
- Max Planck Research Group: Stellar Ages and Galactic Evolution
- ERC Starting Grant: Connecting Solar and Stellar Variabilities (SOLVe)
- ERC Starting Grant: Activity of Comets and Asteroids
- Max Planck Fellow Group: Inverse Problems

## International Max Planck Research School(IMPRS)
L'Institut participe à l'école doctorale  IMPRS for Solar System Science at the University of Göttingen à l'Université de Göttingen . L'interlocuteur pour la IMPRS est Sami K. Solanki.